# Tranciatura

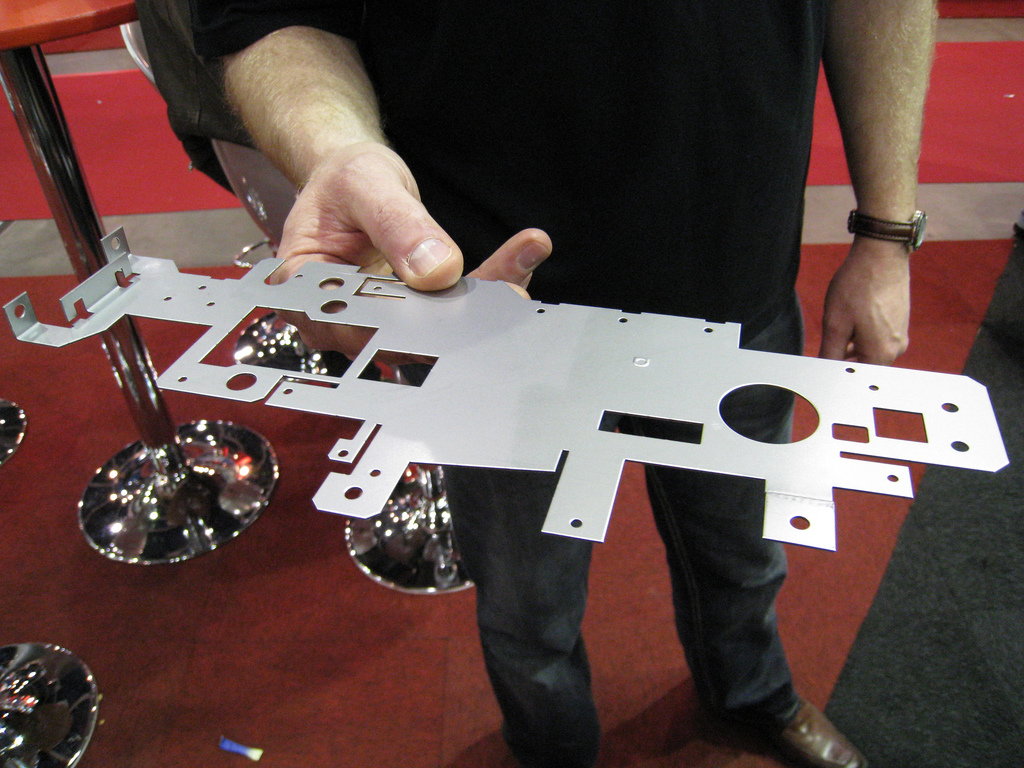
Pezzo di lamiera ottenuto tramite tranciatura

La tranciatura (o taglio) è un'operazione di taglio a freddo eseguito su lamiere metalliche o di altri materiali che consente, tramite l'utilizzo di un punzone e di una matrice opportunamente progettati e inseriti in uno stampo, di ottenere la separazione di una determinata geometria piana dalla lamiera in tempi brevi e con costi contenuti.

## Storia
Nell'oppidium preromano di Monte Ramazzo a Genova sono stati trovati i resti di tre distinte forge per l'elaborazione dei manufatti e utensili dove, nel V secolo a.C., realizzavano lamine di ferro, lo temperavano per realizzare acciaio di notevole durezza e tranciavano a caldo i manufatti.

## Descrizione

### Processo
Analizzando le varie fasi del processo, prima il punzone si abbassa fino al contatto con la lamiera che in una prima fase si deforma e si inflette iniziando a penetrare nella matrice. Al raggiungimento della tensione di rottura a taglio del materiale, si genera una frattura e avviene la separazione del materiale.
L'utilizzo di un premilamiera in questa lavorazione evita che la lamiera si infletta verso l'alto (nella fase di estrazione dei punzoni dal nastro) e previene la formazione di bordi irregolari e taglienti. Il premilamiera viene utilizzato nel caso in cui la lamiera da tagliare sia relativamente sottile, mentre con lamiere più spesse, e quindi con meno tendenza a rialzarsi, vengono utilizzate semplici guide per mantenerne il corretto posizionamento sul piano orizzontale. 
Infine, una volta separato il tranciato, il punzone provvede alla sua espulsione fino alla zona sformata della matrice (angoli di sformo) dopodiché si ha la caduta libera e raccolta del tranciato.
Il processo può essere eseguito su pressa meccanica o idraulica tenendo contro delle opportune rigidezze dei telai viste le forze in gioco.
Per quanto riguarda la forza applicata dal punzone sulla lamiera, si può innanzitutto dire che essa non è sempre costante rispetto alla corsa di abbassamento dello stesso:
Aumenta progressivamente dopo il contatto punzone-lamiera (a causa della continua deformazione della struttura fibrosa).
Si ha una notevole riduzione della forza quando avviene la rottura brusca e successivo distacco del tranciato (a causa dello strisciamento tra lamiera e punzone, e tra tranciato e matrice).
Si annulla definitivamente una volta raggiunta la zona sformata.

### Difetti
A causa delle deformazioni indotte, i bordi del tranciato presentano forma differente rispetto a quella teorica desiderata. In particolare, in corrispondenza del bordo, è possibile individuare un'estremità affetta da arrotondamento (roll over) localizzata in corrispondenza delle prime zone di contatto della lamiera rispettivamente con la superficie esterna del punzone e con la superficie interna della matrice.
Sulla faccia opposta è possibile evidenziare la presenza di una bava, inoltre sulla superficie laterale è possibile distinguere una zona liscia indotta dallo strisciamento sulle superfici laterali di lamiera e punzone, e una zona rugosa generata dalla rottura brusca. Infine la superficie lavorata non risulta esattamente ortogonale alle due facce piane della lamiera ma presenterà una certa inclinazione.
I difetti suddetti rappresentano i principali problemi di tranciatura che però non costituiscono un problema ai fini applicativi. Però a causa di fenomeni di usura degli spigoli di matrice e punzone o di giochi eccessivi tra di essi, tali difetti possono accentuarsi e nel caso di lavorazioni richiedenti maggiore precisione è d'uopo ricorrere a processi specifici di tranciatura che prendono il nome di tranciatura fine.

### Giochi
Giochi troppo ridotti tra matrice e punzone risultano sconvenienti sia da un punto di vista economico (punzone e matrice devono essere lavorati con tolleranze più strette) sia per un aumento della forza di tranciatura che potrebbe indurre indesiderate fratture secondarie in corrispondenza dei bordi.
Troppo accentuati tendono ad ingrossare i difetti di tranciatura inducendo piegature della lamiera, arrotondamenti e bave eccessive.

L'adeguato dimensionamento del gioco si verifica controllando che le fratture sul bordo superiore e inferiore della lamiera tranciata si trovano sulla stessa linea (la linea immaginaria che collega lo spigolo del punzone allo spigolo della matrice).

## Principali procedimenti
La tranciatura si può realizzare in due modi a seconda dello scopo del taglio e dalla sua forma: con taglio rettilineo o a perimetro chiuso. Quest'ultimo avviene con uno stampo costituito da un punzone, una matrice o un estrattore (punzone).

### Tranciatura fine
Tale processo, brevettato in Germania nel 1923 col nome feinstanz, è utilizzato principalmente per la realizzazione di elementi in lamiera di ridotto spessore, oggi fino a un massimo di 15 mmm, per la meccanica di precisione, caratterizzate da un rugosità fino a 0,5 micron Ra.
A differenza del processo convenzionale nel caso di tranciatura fine è prevista in posizione opposta a quella del punzone l'azione di un contropunzone.
Inoltre in opposizione alla matrice agisce un premilamiera dotato di un opportuno bordino di ritenuta detto anche cuneo di coneatura, la cui funzione è quella di opporsi allo scorrimento della lamiera verso la parte cava della matrice.
Ultima differenza rispetto al processo convenzionale è relativa alla velocità di abbassamento del punzone, molto bassa nel caso di tranciatura fine e inoltre nel caso di tranciatura fine l'azionamento che muove il punzone è posto nella parte inferiore della macchina in maniera tale da abbassare la posizione del baricentro e aumentare la stabilità.

## Macchine utilizzate
Le macchine utilizzate per operazioni di tranciatura possono essere di diversi tipi di incastellatura: a "struttura aperta a C", caratterizzata da un più facile accesso alla zona di lavoro, dotata di discreta rigidezza, può ancora migliorarsi con aggiunta di montanti sulla zona d'apertura, a "struttura chiusa a 0", dotata di maggiore rigidezza, consente di conservare il parallelismo tra le superfici di punzone e matrice.
Le macchine utilizzate per la tranciatura fine presentano una notevole rigidezza statica e dinamica che agisce a triplo effetto.